# Łzawa komedia
Łzawa komedia – najwcześniejsza odmiana sentymentalnego dramatu mieszczańskiego, powstała we Francji w XVIII wieku. Jej tematyka dotyczyła przeważnie życia codziennego klas średnich. Utwór miał za zadanie nie tyle bawić, co wzruszać i wywoływać współczucie dla bohaterów pozytywnych oraz pogardę dla negatywnych, przez co miał charakter moralizujący. Prekursorem gatunku jest francuski pisarz  Pierre-Claude Nivelle de la Chaussée.  Łzawe komedie pisali także m.in. Denis Diderot czy, w literaturze niemieckiej, G.E. Lessing.
Komedia łzawa miała znaczny wpływ na powstanie melodramatu.